# Remedios de Escalada (Tres de Febrero)
Remedios de Escalada de San Martín es una localidad del partido de Tres de Febrero, en la zona noroeste del Gran Buenos Aires, Argentina.

## Historia
Hasta 1959 (año en el que Tres de Febrero se separa de General San Martín) formó parte de la localidad sanmartinense Villa María Irene de los Remedios de Escalada, motivo por el cual conserva parte de su nombre.

## Clima
El clima es pampeano. Presenta veranos cálidos-calurosos e inviernos frescos, precipitaciones suficientes y en algunas ocasiones fuertes generando inundaciones; y vientos predominantes del este y del noreste, como en el resto de la parte noreste de la provincia de Buenos Aires.
| Parámetros climáticos promedio de Remedios de Escalada de San Martín, BA | Parámetros climáticos promedio de Remedios de Escalada de San Martín, BA | Parámetros climáticos promedio de Remedios de Escalada de San Martín, BA | Parámetros climáticos promedio de Remedios de Escalada de San Martín, BA | Parámetros climáticos promedio de Remedios de Escalada de San Martín, BA | Parámetros climáticos promedio de Remedios de Escalada de San Martín, BA | Parámetros climáticos promedio de Remedios de Escalada de San Martín, BA | Parámetros climáticos promedio de Remedios de Escalada de San Martín, BA | Parámetros climáticos promedio de Remedios de Escalada de San Martín, BA | Parámetros climáticos promedio de Remedios de Escalada de San Martín, BA | Parámetros climáticos promedio de Remedios de Escalada de San Martín, BA | Parámetros climáticos promedio de Remedios de Escalada de San Martín, BA | Parámetros climáticos promedio de Remedios de Escalada de San Martín, BA | Parámetros climáticos promedio de Remedios de Escalada de San Martín, BA |
| Mes                                                                      | Ene.                                                                     | Feb.                                                                     | Mar.                                                                     | Abr.                                                                     | May.                                                                     | Jun.                                                                     | Jul.                                                                     | Ago.                                                                     | Sep.                                                                     | Oct.                                                                     | Nov.                                                                     | Dic.                                                                     | Anual                                                                    |
| ------------------------------------------------------------------------ | ------------------------------------------------------------------------ | ------------------------------------------------------------------------ | ------------------------------------------------------------------------ | ------------------------------------------------------------------------ | ------------------------------------------------------------------------ | ------------------------------------------------------------------------ | ------------------------------------------------------------------------ | ------------------------------------------------------------------------ | ------------------------------------------------------------------------ | ------------------------------------------------------------------------ | ------------------------------------------------------------------------ | ------------------------------------------------------------------------ | ------------------------------------------------------------------------ |
| Temp. máx. abs. (°C)                                                     | 40.7                                                                     | 38.8                                                                     | 38.1                                                                     | 36.6                                                                     | 31.4                                                                     | 28.9                                                                     | 30.3                                                                     | 34.4                                                                     | 35.6                                                                     | 34.1                                                                     | 37.1                                                                     | 41.2                                                                     | 41.2                                                                     |
| Temp. máx. media (°C)                                                    | 29.2                                                                     | 28.4                                                                     | 24.9                                                                     | 20.7                                                                     | 18.0                                                                     | 14.3                                                                     | 12.0                                                                     | 15.1                                                                     | 17.5                                                                     | 21.7                                                                     | 24.5                                                                     | 28.5                                                                     | 21.2                                                                     |
| Temp. media (°C)                                                         | 23.9                                                                     | 22.8                                                                     | 20.5                                                                     | 16.4                                                                     | 13.5                                                                     | 10.2                                                                     | 8.2                                                                      | 10.7                                                                     | 13.4                                                                     | 16.9                                                                     | 19.8                                                                     | 23.5                                                                     | 16.7                                                                     |
| Temp. mín. media (°C)                                                    | 18.7                                                                     | 17.3                                                                     | 16.1                                                                     | 12.1                                                                     | 9.1                                                                      | 6.2                                                                      | 4.5                                                                      | 6.4                                                                      | 9.3                                                                      | 12.1                                                                     | 15.2                                                                     | 18.5                                                                     | 12.1                                                                     |
| Temp. mín. abs. (°C)                                                     | 5.8                                                                      | 4.2                                                                      | 2.3                                                                      | -2.5                                                                     | -4.1                                                                     | -5.6                                                                     | -5.4                                                                     | -4.4                                                                     | -2.3                                                                     | -1.8                                                                     | 2.4                                                                      | 4.1                                                                      | -5.6                                                                     |
| Precipitación total (mm)                                                 | 118.5                                                                    | 116.9                                                                    | 150.7                                                                    | 107.2                                                                    | 91.9                                                                     | 50.3                                                                     | 51.4                                                                     | 59.9                                                                     | 76.7                                                                     | 138.1                                                                    | 132.4                                                                    | 104.3                                                                    | 1198.3                                                                   |
| Días de precipitaciones (≥ )                                             | 6                                                                        | 8                                                                        | 12                                                                       | 10                                                                       | 7                                                                        | 7                                                                        | 6                                                                        | 7                                                                        | 8                                                                        | 9                                                                        | 10                                                                       | 6                                                                        | 96                                                                       |
| Horas de sol                                                             | 270                                                                      | 240                                                                      | 190                                                                      | 175                                                                      | 170                                                                      | 135                                                                      | 140                                                                      | 175                                                                      | 180                                                                      | 215                                                                      | 255                                                                      | 260                                                                      | 2405                                                                     |
| Humedad relativa (%)                                                     | 65                                                                       | 68                                                                       | 71                                                                       | 69                                                                       | 75                                                                       | 75                                                                       | 70                                                                       | 72                                                                       | 79                                                                       | 81                                                                       | 73                                                                       | 69                                                                       | 72.3                                                                     |
| Fuente: Servicio Meteorológico Nacional                                  |                                                                          |                                                                          |                                                                          |                                                                          |                                                                          |                                                                          |                                                                          |                                                                          |                                                                          |                                                                          |                                                                          |                                                                          |                                                                          |

### Nevadas
Durante los días 6, 7 y 8 de julio de 2007, se produjo la entrada de una masa de aire frío polar, como consecuencia de esto el lunes 9 de julio, la presencia simultánea de aire muy frío, tanto en los niveles medios de la atmósfera como en la superficie, dio lugar a la ocurrencia de precipitación en forma de aguanieve y nieve conocida como nevadas extraordinarias en la Ciudad de Buenos Aires ya que esto ocurrió prácticamente en todo Buenos Aires y demás provincias. Fue la tercera vez en la que se tiene registro de una nevada en la localidad, las anteriores veces fueron en los años 1912 y 1918.

### Sismicidad
La región responde a la «subfalla del río Paraná», y a la «subfalla del río de la Plata», con sismicidad baja; y su última expresión se produjo el 5 de junio de 1888 (137 años) de silencio sísmico), a las 3.20 UTC-3, con una magnitud probable, de 5,0 en la escala de Richter (terremoto del Río de la Plata de 1888).
La Defensa Civil municipal debe advertir sobre escuchar y obedecer acerca de 
Área de
- Baja Sismicidad, con silencio sísmico de 137 años
- Tormentas severas

### Población
Según el anterior censo, contaba con una población de 11,860 habitantes (Indec, 2001), siendo así, la 10° localidad más poblada del partido.